# 趙昱 (東漢)
趙昱（?—約193年至194年），字元達，琅琊人，東漢末期人物，名士。

## 生平
趙昱十三歲時，母親病重，當時趙昱犧牲睡眠時間照顧母親，也為此變得消瘦，甚至為母親祈禱還哭出血淚，就這樣過了三個月，其孝行受到鄉里人士稱贊。後舉孝廉，任莒長。適逢黃巾作亂，波及五郡，趙昱迅速發兵。事後獲當時徐州刺史巴祗表功第一，但趙昱辭官拒賞。
與王朗、張昭為友。地方官員常常邀請出仕，都以病為由拒絕。陶謙任為別駕從事，初時拒絕，又派吳範宣旨，赵昱守意不移，最终陶謙以刑罰威嚇逼其屈服。好友張昭拒絕陶謙邀請出仕時被陶謙拘押，趙昱拼命營救其出獄。與王朗提議陶謙出使長安奉承天子，天子封其為廣陵太守。適逢曹操東伐徐州，下邳相笮融及部曲南逃而順道掠徐州物資路經廣陵此地，趙昱待之以禮，笮融因貪廣陵物資殺害趙昱一家，大掠廣陵。歿年大約在193年至194年間。
趙昱被滅門後，曾經被趙昱推薦的張紘相當悲憤，但無能為力復仇，只好派主簿去瑯琊設祭，並徵求瑯琊相臧宣為趙氏繼後，臧宣最後以同宗的五歲男子過繼趙昱。

## 評價
- 陳登：「清脩疾恶，有识有義，吾敬趙元达。」（《三國志·陳矯傳》）